# Johnny Osbourne
Johnny Osbourne, geboren Errol Osbourne (Kingston, ca. 1948), is een Jamaicaans reggae- en dancehallzanger en songwriter.

## Biografie
In 1967 werd Osbourne leadzanger van The Wildcats. Ze namen werk op met producer Winston Riley dat echter niet werd uitgebracht. Hun manager financierde vervolgens de opname van de single All I have is love bij Studio One, wat voor hem het debuut op een plaat betekende. Ook bleef hij in het vervolg voor dit label muziek uitbrengen.
In 1969 bracht hij zijn soloalbum Come  back darling uit. De achtergrondharmonie kwam van The Sensations, waar naast Riley ook Cornell Campbell deel van uitmaakte. Direct hierna verhuisde hij naar zijn familie in Toronto. In Canada zong hij in enkele reggaegroepen, waaronder bij de Ishan People waarmee hij twee albums uitbracht.
In 1979 keerde hij terug naar Jamaica. Hier nam hij verschillende platen op en had hij dat jaar een hit met het nummer Folly ranking. In 1980 kwam ook een gelijknamig album uit. In 1983 had hij drie grote hits met Yo yo, Lend me a chopper en Water pumping. Deze singles luidden een periode in tot en met het eind van de jaren tachtig, waarin hij allerlei hits behaalde.
In de Britse hitlijsten verschenen meerdere covers van zijn nummers, zoals door UB40 en Zero 7. Maar ook andere artiesten coverden zijn nummers. Osbourne treedt anno 2015 nog steeds wereldwijd, waaronder in België en Nederland.

## Discografie

### Albums
Hieronder volgt een overzicht van reguliere albums, exclusief verzamelalbums
- 1970: Come back darling
- 1979: Truths and rights
- 1980: Fally lover
- 1980: Folly ranking
- 1980-82: Fally lover - Never stop fighting
- 1981: Warrior
- 1982: In nah disco style
- 1982: Never stop fighting
- 1982: Yo yo
- 1983: Musical chopper (ook bekend als Reggae on broadway)
- 1983: Water pumping
- 1984: Bring the sensi come (ook bekend als Bad mama jamma)
- 1984: Dancing time
- 1984: Johnny Osbourne
- 1984: Reality
- 1985: Rock me rock me
- 1985:  Wicked (Michael Palmer meets Johnny Osbourne)
- 1992: Groovin
- 1994: Sexy thing

### Singles
Tussen haakjes staat de naam van het riddim-origineel
- Come back darling
- After the rain
- All I have is love
- Come in a the dance (Ting a ling)
- Come back darling - nieuwe release
- Dub street (met Earl 16 en Jennifer Lara)
- Forgive them
- Jealousy heartache and pain
- Keep that light
- Lend me the sixteen (Real rock)
- Love is here to stay
- Mr Sea
- Murderer (Heavenless)
- People a watch me
- Play play girl
- Rub a dub play
- Run up your mouth (Run run)
- Time a run out
- Unity (Heavenless)
- Water more than flour
- How can I be sure (met Devon Russell)
- Groovy kind of love
- A we run things
- Groovy kind of Christmas
- Christmas stylee (Please Be True - Singjay stylee)
- Christmas medley (met Jennifer Lara: Please be true)
- Merry Christmas (I hold the handle)

- Bibsys: 7058075
- Bibliothèque nationale de France: cb139730129 (data)
- Gemeinsame Normdatei: 134939107
- International Standard Name Identifier: 0000 0000 5515 9693
- Library of Congress Control Number: no98006451
- MusicBrainz: 74dca2c7-d7dc-4b13-bd17-502a35db042a
- Nationale Bibliotheek van Israël: 987012384862105171
- SNAC: w6qj9rw1
- Système universitaire de documentation: 157338290
- Virtual International Authority File: 12499173
- WorldCat: E39PBJxmC89PwdJQb8By7MdvpP